# Music for a New Society
Albums de John Cale
Honi Soit
(1981) Caribbean Sunset
(1984)
Music for a New Society est le huitième album studio en solo du musicien multi-instrumentiste et producteur gallois John Cale, et le premier enregistré pour la compagnie ZE Records.

## Titres
1. Taking Your Life in Your Hands (John Cale) − 4:45
2. Thoughtless Kind (John Cale) − 2:37
3. Sanities (John Cale) − 5:58
4. If You Were Still Around (John Cale, Sam Shepard) − 3:25
5. (I Keep A) Close Watch (John Cale) − 3:06
6. Broken Bird (John Cale) − 4:43
7. Chinese Envoy (John Cale) − 3:09
8. Changes Made (John Cale) − 3:11
9. Damn Life (John Cale, Risé Cale) − 5:10
10. Risé, Sam and Rimsky-Korsakov (John Cale, Sam Shepard) − 2:12
11. In the Library of Force (John Cale) − 5:56

## Personnel
- John Cale − chant, guitare, claviers
- Allen Lanier − guitare
- David Young − guitare
- Chris Spedding − guitare
- David Lichtenstein − batterie
- John Wonderling
- Mike McLintock − chant
- Robert Elk − cornemuse
- Tom Fitzgibbon − cornemuse
- Risé Cale − chant (Risé, Sam and Rimsky-Korsakov)